# Castelfidardo
Castelfidardo este o comună din provincia Ancona, regiunea Marche, Italia, cu o populație de 18.419 locuitori (1 ianuarie 2023) și o suprafață de 33,39 km².

## Geografie fizică
Castelfidardo sta pe un deal la 212 m, între văile râurilor Aspio și Musone. Are vedere la pădurea Castelfidardo și se află la doar câțiva kilometri de Riviera Conero.

## Istoric

### De la preistorie până la epoca romană
Teritoriul actual al Castelfidardo a fost ocupat de om încă din Paleolitic, după cum reiese din diferitele unelte de piatră din câmpia râului Musone. La sfârșitul epocii de cupru sau bronz timpuriu descoperite datează o așezare din districtul Campograsso, în apropiere de șanț Vallató: a fost, probabil, o comunitate mică dedicată agriculturii și creșterii animalelor, completate de vânătoare și pescuit, care el locuia într-un sat de colibe. Pentru epoca de fier sunt cunoscute câteva înmormântări care se referă la poporul Piceni. Deosebit de interesant este un mormânt datat între sfârșitul anului al patrulea și începutul secolului III î.Hr., descoperit în zona Figuretta, care atestă contactele comerciale dintre locuitorii dealurilor Castelfidardo și populațiile Conero Piceno.
În vremurile romane, teritoriul comunei Castelfidardo a aparținut aproape în întregime coloniei Auximum. Ca dovadă a acestui trecut îndepărtat, semnele a două blocuri mari de centuriu rămân la pământ, una situată în căsuțele Crocette și Villa Poticcio, cealaltă la sud de oraș. Teritoriul Ferdinandului a fost, de asemenea, traversat de drumuri care au legat Auximum de orașele Numana și Potentia și de marele drum de coastă care a legat nordul cu sudul peninsulei. Printre descoperirile arheologice din perioada romană, pentru a semnala o fermă găsit în districtul Oak Frumos și epigraful, a venit la lumină în ruinele bisericii vechi S. Vittore, care conține o dedicație pentru Cesare Numerian (282-283 d.Hr.).

### Vârsta medievală
În jurul anului o mie, în apropierea unei zone ocupate de o pădure, numită vualdum de Fico, a fost construită conacul care presupunea numele lui Castrum Ficardi. Prima înregistrare istorică referitoare la Castru se găsește într-un document datat 24 mai 1139, în care Papa Inocențiu al II-lea a confirmat schitului Fonte Avellana drepturile sale asupra bisericii S. Sylvester plasată lângă castel. În acei ani, un Fardardese, asemenea lui Guido, a fost numit cardinal.
La sfârșitul secolului al XII-lea, Castelfidardo, menținând o anumită autonomie municipală, a fost forțat să jure loialitate față de episcopul Gentile di Osimo (1196). În această perioadă au existat multe conflicte între comunitățile din martie, unele legate de papalitate și alte Imperiului, care au fost reasamblate cu pacea de Polverigi în 1202, care a aderat, de asemenea, Castelfidardo City. Cu toate acestea, conflictele cu municipalitățile vecine erau în vigoare până în secolul al XV-lea. În 1240, Castelfidardo a fost semi-distrus de miliția regelui Enzo, în timp ce în 1354 a fost demis de compania de avere condusă de Fra Moriale.
În 1357, Castelfidardo a fost citat ca o parva în constituțiile egidice. Centrul locuit a fost împărțit în trei părți (sferturi) numite Cassero, Varugliano și Montebello și a fost complet înconjurat de pereți cu turnuri. Au existat patru uși de intrare: Porta del Sole, Porta di Sasso, Porta di S. Antonio și Porta del Cassero. La sfârșitul secolului al XIV-lea, Castelfidardo era guvernat de un consiliu general, format din 60 de bărbați, responsabili pentru cele mai importante decizii politice și administrative. În Evul Mediu, comuna Castelfidardo avea statute ale căror ediții tipărite datează din 1588.
Când Alessandro Sforza a încercat să-l ajute pe Castelfidardo, locuitorii au cerut și au obținut protecția Republicii Ancona; atunci când, în 1445, de asemenea, orașul Recanati război se mută să-și extindă teritoriile în detrimentul Castelfidardo, Castelfidardo a cerut să intre pe teritoriul Republicii Ancona, în scopul de a găsi protecție. Papa Eugen IV a susținut cererea și timp de nouă ani Castelfidardo a fost unul dintre castelele din Ancona. Deja în 1454, la îndemnul municipalității Osimo, Castelfidardo sa desprins de Ancona.

### Epoca modernă
Între sfârșitul secolului al șaisprezecelea și începutul secolului al șaptesprezecelea, primele sate din afara zidurilor s-au născut în Castelfidardo: satul soarelui și cel al casei. În 1602, de-a lungul drumului de la Ancona până la Loreto, la biserica Crocette, a fost înființat târgul care are încă loc în septembrie. În secolul al XVIII-lea, centrul urban a suferit numeroase transformări prin renovarea primăriei, reconstrucția mănăstirii San Francesco și cea a San Benedetto și construirea bisericii colegiale. În secolul al XIX-lea, amintirea bătăliei de la Castelfidardo, care a avut loc la 18 septembrie 1860, când Piedmonteza condusă de generalul Cialdini a învins trupele generalului Lamoricière care a apărat statele papale.

## Monumente și locuri de interes
Piața principală a orașului este Piazza della Repubblica, care are vedere la primărie și la biserica colegială din Santo Stefano, cu o criptă atașată. În interior se află și un organ construit de Gaetano Callido în jurul anului 1777. Primăria găzduiește, de asemenea, muzeul internațional de acordeoane.
Printre cele mai importante piețe din Castelfidardo, Piazzale Don Minzoni, numită în mod obișnuit Porta Marina, este balconul orașului care are vedere la Marea Adriatică. Caracteristic celebrul arc, unul dintre principalele drumuri de acces spre oraș și trotuarul subteran recent adus la lumină.
De asemenea, merită vizitat vechiul apeduct din Piazza Garibaldi, monumentul național al marșurilor, în memoria bătăliei de la Castelfidardo de către sculptorul venețian Vito Pardo.

## Economie
Castelfidardo este renumit în întreaga lume pentru companii dedicate producției de acordeoane, inclusiv Paolo Soprani, datorită cărora furnizează și o cantitate echitabilă de turism. Alte industrii de diferite tipuri sunt situate în jurul orașului, în diferite zone, pentru a fi un important centru de producție în centrul Italiei.

## Demografie
Castelfidardo - evoluția demografică

|  | Graficele sunt indisponibile din cauza unor probleme tehnice. Mai multe informații se găsesc la Phabricator și la wiki-ul MediaWiki. |

Date: Recensăminte sau birourile de statistică - grafică realizată de Wikipedia